# 1989-es magyar úszóbajnokság
Az 1989-es magyar úszóbajnokságot júliusban rendezték meg a Komjádi Béla Sportuszodában

## Eredmények

### Férfiak
| Versenyszám            | Arany                                                                 | Arany    | Ezüst                                                                   | Ezüst    | Bronz                                                                   | Bronz    |
| ---------------------- | --------------------------------------------------------------------- | -------- | ----------------------------------------------------------------------- | -------- | ----------------------------------------------------------------------- | -------- |
| 50 m gyorsúszás        | Kovács László Bp. Honvéd                                              | 24,33    | Darnyi Tamás Újpesti Dózsa                                              | 24,54    | Gál Tibor Ferencvárosi TC                                               | 24,59    |
| 100 m gyorsúszás       | Ágh Norbert Bp. Honvéd                                                | 51,60    | Szilágyi Zoltán BVSC                                                    | 52,18    | Horváth Zoltán Ferencvárosi TC                                          | 52,54    |
| 200 m gyorsúszás       | Szilágyi Zoltán BVSC                                                  | 1:50,78  | Kalaus Valter Bp. Honvéd                                                | 1:51,74  | Ágh Norbert Bp. Honvéd                                                  | 1:52,74  |
| 400 m gyorsúszás       | Ágh Norbert Bp. Honvéd                                                | 3:52,17  | Szilágyi Zoltán BVSC                                                    | 3:52,49  | Kalaus Valter Bp. Honvéd                                                | 3:53,41  |
| 1500 m gyorsúszás      | Kalaus Valter Bp. Honvéd                                              | 15:38,99 | Darnyi Tamás Újpesti Dózsa                                              | 15:47,59 | Pintér Róbert Ferencvárosi TC                                           | 17:01,76 |
| 50 m hátúszás          | Darnyi Tamás Újpesti Dózsa                                            | 27,57    | Deutsch Tamás Bp. Honvéd                                                | 27,60    | Balajti Zoltán Újpesti Dózsa                                            | 28,00    |
| 100 m hátúszás         | Darnyi Tamás Újpesti Dózsa                                            | 57,80    | Deutsch Tamás Bp. Honvéd                                                | 58,84    | Csépányi András Dunaújvárosi Kohász                                     | 59,00    |
| 200 m hátúszás         | Darnyi Tamás Újpesti Dózsa                                            | 2:03,53  | Csépányi András Dunaújvárosi Kohász                                     | 2:05,53  | Balajti Zoltán Újpesti Dózsa                                            | 2:05,85  |
| 50 m mellúszás         | Güttler Károly Újpesti Dózsa                                          | 29,59    | Horváth Zoltán Ferencvárosi TC                                          | 30,39    | Szabó József Bp. Honvéd                                                 | 31,18    |
| 100 m mellúszás        | Güttler Károly Újpesti Dózsa                                          | 1:03,69  | Szabó József Bp. Honvéd                                                 | 1:05,20  | Szabó Péter BVSC                                                        | 1:05,64  |
| 200 m mellúszás        | Szabó József Bp. Honvéd                                               | 2:19,07  | Szabó Péter BVSC                                                        | 2:19,66  | Güttler Károly Újpesti Dózsa                                            | 2:20,43  |
| 50 m pillangóúszás     | Deutsch Tamás Bp. Honvéd                                              | 26,26    | Darnyi Tamás Újpesti Dózsa                                              | 26,40    | Horváth Zoltán Ferencvárosi TC                                          | 26,49    |
| 100 m pillangóúszás    | Darnyi Tamás Újpesti Dózsa                                            | 56,10    | Pintér Róbert Ferencvárosi TC                                           | 57,60    | Kálló István BVSC                                                       | 57,70    |
| 200 m pillangóúszás    | Darnyi Tamás Újpesti Dózsa                                            | 2:00,97  | Kiss Tibor BVSC                                                         | 2:02,83  | Molnár Attila BVSC                                                      | 2:04,14  |
| 200 m vegyes úszás     | Darnyi Tamás Újpesti Dózsa                                            | 2:05,90  | Horváth Zoltán Ferencvárosi TC                                          | 2:06,43  | Szabó József Bp. Honvéd                                                 | 2:07,18  |
| 400 m vegyes úszás     | Darnyi Tamás Újpesti Dózsa                                            | 4:25,19  | Szabó József Bp. Honvéd                                                 | 4:28,64  | Molnár Attila BVSC                                                      | 4:37,91  |
| 4 × 100 m gyorsváltó   | Bp. Honvéd Kovács László Kalaus Valter Deutsch Tamás Ágh Norbert      | 3:31,63  | Ferencvárosi TC Gál Tibor Pintér Róbert Hortobágyi Tamás Horváth Zoltán | 3:35,40  | Dunaújvárosi Kohász Csépányi András Zentai Zsolt Nagy Zoltán Nagy Péter | 3:38,35  |
| 4 × 200 m gyorsváltó   | Bp. Honvéd Ágh Norbert Szabó József Deutsch Tamás Kalaus Valter       | 7:42,33  | BVSC Kiss Tibor Molnár Attila Tóth Szabó Dusán Szilágyi Zoltán          | 7:50,46  | Ferencvárosi TC Gál Tibor Horváth Zoltán Hortobágyi Tamás Pintér Róbert | 7:57,39  |
| 4 × 100 m vegyes váltó | Újpesti Dózsa Balajti Zoltán Güttler Károly Darnyi Tamás Czene Attila | 3:52,25  | Bp. Honvéd Deutsch Tamás Szabó József Kovács László Ágh Norbert         | 3:53,18  | BVSC Szabó András Debnár Tamás Kálló István Szilágyi Zoltán             | 3:53,60  |

### Nők
| Versenyszám            | Arany                                                                     | Arany   | Ezüst                                                                 | Ezüst   | Bronz                                                                      | Bronz   |
| ---------------------- | ------------------------------------------------------------------------- | ------- | --------------------------------------------------------------------- | ------- | -------------------------------------------------------------------------- | ------- |
| 50 m gyorsúszás        | Nagy Tünde KSI                                                            | 27,51   | Burián Melinda Újpesti Dózsa                                          | 27,54   | Ötvös Éva Bp. Spartacus                                                    | 27,67   |
| 100 m gyorsúszás       | Egerszegi Krisztina Bp. Spartacus                                         | 58,18   | Varga Dóra Dunaújvárosi Kohász                                        | 59,06   | Burián Melinda Újpesti Dózsa                                               | 59,33   |
| 200 m gyorsúszás       | Egerszegi Krisztina Bp. Spartacus                                         | 2:04,34 | Buth Zsuzsa Bp. Spartacus                                             | 2:06,32 | Ötvös Éva Bp. Spartacus                                                    | 2:07,29 |
| 400 m gyorsúszás       | Egerszegi Krisztina Bp. Spartacus                                         | 4:19,72 | Buth Zsuzsa Bp. Spartacus                                             | 4:26,23 | Balyi Györgyi Bp. Spartacus                                                | 4:27,49 |
| 800 m gyorsúszás       | Buth Zsuzsa Bp. Spartacus                                                 | 8:54,70 | Kovács Rita Nyíregyházi VSC                                           | 9:10,29 | Pécsi Nikolett Bp. Spartacus                                               | 9:13,66 |
| 50 m hátúszás          | Tolnai Sára Ferencvárosi TC                                               | 30,20   | Szabó Tünde Nyíregyházi VSC                                           | 30,23   | Pintér Orsolya Szeged SC                                                   | 31,98   |
| 100 m hátúszás         | Egerszegi Krisztina Bp. Spartacus                                         | 1:02,78 | Szabó Tünde Nyíregyházi VSC                                           | 1:04,26 | Tolnai Sára Ferencvárosi TC                                                | 1:05,00 |
| 200 m hátúszás         | Egerszegi Krisztina Bp. Spartacus                                         | 2:13,37 | Szabó Tünde Nyíregyházi VSC                                           | 2:16,38 | Tolnai Sára Ferencvárosi TC                                                | 2:18,18 |
| 50 m mellúszás         | Csépe Gabriella Gyöngyösi SE                                              | 33,85   | Nagy Tünde KSI                                                        | 34,07   | Balajcza Timea Újpesti Dózsa                                               | 34,83   |
| 100 m mellúszás        | Pohl Anett BVSC                                                           | 1:14,04 | Nagy Tünde KSI                                                        | 1:14,73 | Balajcza Timea Újpesti Dózsa                                               | 1:17,21 |
| 200 m mellúszás        | Pohl Anett BVSC                                                           | 2:37,86 | Csépe Gabriella Gyöngyösi SE                                          | 2:40,31 | Kovács Judit Pécsi MSC                                                     | 2:42,21 |
| 50 m pillangóúszás     | Csépe Gabriella Gyöngyösi SE                                              | 29,65   | Cserny Zsuzsa Újpesti Dózsa                                           | 29,71   | Schulze Renáta Bp. Spartacus                                               | 29,72   |
| 100 m pillangóúszás    | Csépe Gabriella Gyöngyösi SE                                              | 1:04,25 | Füri Csilla BVSC                                                      | 1:04,46 | Buth Zsuzsa Bp. Spartacus                                                  | 1:04,88 |
| 200 m pillangóúszás    | Egerszegi Krisztina Bp. Spartacus                                         | 2:16,16 | Buth Zsuzsa Bp. Spartacus                                             | 2:17,12 | Füri Csilla BVSC                                                           | 2:17,97 |
| 200 m vegyes úszás     | Egerszegi Krisztina Bp. Spartacus                                         | 2:18,35 | Pohl Anett BVSC                                                       | 2:21,37 | Csépe Gabriella Gyöngyösi SE                                               | 2:22,91 |
| 400 m vegyes úszás     | Egerszegi Krisztina Bp. Spartacus                                         | 4:55,63 | Zsigmond Réka BVSC                                                    | 5:08,41 | Tafferner Zita Bp. Honvéd                                                  | 5:08,98 |
| 4 × 100 m gyorsváltó   | Bp. Spartacus Ötvös Éva Balyi Györgyi Buth Zsuzsa Egerszegi Krisztina     | 3:57,45 | Újpesti Dózsa Berényi Bettina Kussa Vera Cserny Zsuzsa Burián Melinda | 4:07,03 | Dunaújvárosi Kohász Berzlánovics Éva Joó Mariann Sütő Mónika Varga Dóra    | 4:07,56 |
| 4 × 200 m gyorsváltó   | Bp. Spartacus Ötvös Éva Balyi Györgyi Buth Zsuzsa Egerszegi Krisztina     | 8:28,63 | KSI Kozma Barbara Kemény Petra Árkai Dóra Nagy Tünde                  | 8:53,83 | BVSC Zsigmond Réka Gogola Anita Füri Csilla Pohl Anett                     | 8:59,59 |
| 4 × 100 m vegyes váltó | Bp. Spartacus Egerszegi Krisztina Kronberg Klára Schulze Renáta Ötvös Éva | 4:24,11 | BVSC Pohl Anett Zsigmond Réka Füri Csilla Gogola Anita                | 4:34,22 | Dunaújvárosi Kohász Varga Dóra Sütő Mónika Venczel Kincső Berzlánovics Éva | 4:34,26 |

## Csúcsok
A bajnokság során az alábbi csúcsok születtek:
| Esemény                         | Idő     | Név                                                         | Csapat              | Csúcs                      |
| ------------------------------- | ------- | ----------------------------------------------------------- | ------------------- | -------------------------- |
| Férfi 50 méteres gyorsúszás     | 24,59   | Gál Tibor                                                   | Ferencvárosi TC     | Országos ifjúsági          |
| Férfi 100 méteres gyorsúszás    | 51,60   | Ágh Norbert                                                 | Bp. Honvéd          | Országos felnőtt, ifjúsági |
| Férfi 200 méteres gyorsúszás    | 1:50,78 | Szilágyi Zoltán                                             | BVSC                | Országos felnőtt           |
| Férfi 400 méteres gyorsúszás    | 3:52,17 | Ágh Norbert                                                 | Bp. Honvéd          | Országos felnőtt, ifjúsági |
| Férfi 50 méteres pillangóúszás  | 26,49   | Horváth Zoltán                                              | Ferencvárosi TC     | Országos ifjúsági          |
| Férfi 100 méteres pillangóúszás | 56,10   | Darnyi Tamás                                                | Újpesti Dózsa       | Országos felnőtt           |
| Férfi 200 méteres pillangóúszás | 2:00,97 | Darnyi Tamás                                                | Újpesti Dózsa       | Országos felnőtt           |
| Férfi 4 × 100 m gyorsváltó      | 3:38,35 | Csépányi András Zentai Zsolt Nagy Zoltán Nagy Péter         | Dunaújvárosi Kohász | Országos ifjúsági          |
| Női 200 méteres pillangóúszás   | 2:16,16 | Egerszegi Krisztina                                         | Bp. Spartacus       | Országos serdülő           |
| Női 4 × 100 m gyorsváltó        | 3:57,45 | Ötvös Éva Balyi Györgyi Buth Zsuzsa Egerszegi Krisztina     | Bp. Spartacus       | Országos ifjúsági          |
| Női 4 × 200 m gyorsváltó        | 8:28,63 | Ötvös Éva Balyi Györgyi Buth Zsuzsa Egerszegi Krisztina     | Bp. Spartacus       | Országos ifjúsági          |
| Női 4 × 100 m vegyes váltó      | 4:24,11 | Egerszegi Krisztina Kronberg Klára Schulze Renáta Ötvös Éva | Bp. Spartacus       | Országos ifjúsági          |